# Max Payne (серия игр)
Max Payne — серия компьютерных игр в жанре шутера от третьего лица в стиле неонуар, разработанная компаниями Remedy Entertainment (Max Payne и Max Payne 2) и Rockstar Studios (Max Payne 3). Серия названа в честь главного героя, Макса Пэйна, полицейского детектива из Нью-Йорка, ставшего мстителем после того, как его семья была убита наркоманами. Сценарии первой и второй части серии были написаны Сэмом Лейком, а над сценарием Max Payne 3 в основном работал Дэн Хаузер из Rockstar Games.
Первая игра серии, Max Payne, вышла в 2001 году для Microsoft Windows и в 2002 году для PlayStation 2, Xbox и Apple Macintosh; другая версия игры была выпущена для Game Boy Advance в 2003 году. Сиквел под названием Max Payne 2: The Fall of Max Payne был выпущен в 2003 году для PlayStation 2, Xbox и Microsoft Windows. В 2008 году вышел фильм по мотивам оригинальной игры под названием «Макс Пэйн», в котором снялись Марк Уолберг и Мила Кунис в ролях Макса Пэйна и Моны Сакс соответственно. Киноадаптация получила негативные отзывы, но была коммерчески успешной. Max Payne 3 была разработана Rockstar Studios и выпущена 15 мая 2012 года для PlayStation 3 и Xbox 360, а также 1 июня 2012 года для Microsoft Windows.
15 ноября 2021 года компания Microsoft объявила, что в честь 20-летия Xbox она добавит более 70 игр в программу обратной совместимости. Главной из этих игр была трилогия Max Payne, что сделало игры серии доступными для игры на консолях Xbox One и Xbox Series X/S.
Франшиза известна использованием «bullet time» в экшен сценах, а также положительными отзывами критиков, хотя продажи Max Payne 2 были признаны неудовлетворительными. По состоянию на 2011 год, франшиза Max Payne была продана тиражом более 7,5 миллионов копий.
6 апреля 2022 года Remedy объявила, что в разработке находится ремейк Max Payne и Max Payne 2, в рамках соглашения о разработке с Rockstar Games. Обе игры будут выпущены как единое издание.

## История
| 2001 | Max Payne                          |
| 2002 |                                    |
| 2003 | Max Payne 2: The Fall of Max Payne |
| 2004 |                                    |
| 2005 |                                    |
| 2006 |                                    |
| 2007 |                                    |
| 2008 |                                    |
| 2009 |                                    |
| 2010 |                                    |
| 2011 |                                    |
| 2012 | Max Payne 3                        |

### Max Payne (2001)
Max Payne, первая игра в серии, была выпущена 23 июля 2001 года на Windows, а на консоли PlayStation 2 и Xbox была портирована через год компанией Rockstar London. Игра не имеет кат-сцен (внутриигрового видео): развитие сюжета подаётся через стилизованные комиксы. Игра была разработана финской студией Remedy Entertainment. В 2003 году Rockstar Games портировали Max Payne на Game Boy Advance.
Max Payne была переиздана для мобильных устройств под управлением iOS и Android: 12 апреля 2012 года вышла версия для iOS, а 14 июня — для Android.

### Max Payne 2: The Fall of Max Payne (2003)
Max Payne 2: The Fall of Max Payne — продолжение серии, разработанное Remedy Entertainment для платформ Windows, PlayStation 2 и Xbox. Игра, как и предшественник, использует стиль нуар, который обеспечивает очень стильную кинематографичность: повсеместное замедление времени, красивые перестрелки и графические новеллы, рассказывающие историю. The Fall of Max Payne изначально должна была также быть выпущена 3D Realms, но в итоге всё же была издана Rockstar Games 15 октября 2003 года на персональных компьютерах и через год на консолях (опять же портированной Rockstar London).

### Max Payne 3 (2012)
В 2012 году компания Rockstar Games выпустила Max Payne 3, которая была разработана студией Rockstar Vancouver. Игра была выпущена в мае 2012 года, а на Windows — 1 июня того же года. Помимо сюжетной линии, в Max Payne 3 появился многопользовательский режим.

### Ремейки
Remedy при финансовой поддержке Rockstar, владеющей правами на серию, объявила о планах по созданию ремейков Max Payne и Max Payne 2 для персональных компьютеров, PlayStation 5 и Xbox Series X/S в апреле 2022 года. На момент объявления ремейки находились стадии проработки концепции, и планируемая дата выхода не называлась. Было подтверждено, что обе игры будут выпущены как единое издание.
В конце октябре 2023 года Remedy сообщила, что ремейки Max Payne перешли в стадию «готовности к производству».
В апреле 2024 года ремейки перешли в фазу активного производства.

## Сюжет
Местом действия Max Payne является Нью-Йорк. Макс Пэйн — главный герой игры; полицейский, мстящий за свою убитую семью. По ходу истории на Макса валятся неудачи за неудачей — убивают его близкого друга, обвиняют в его убийстве, раскрывают легенду среди мафии, в которую внедрился Макс с целью узнать истоки зарождения нового синтетического наркотика «Валькирин». Всё это влечёт за собой орды полиции, скопища мафиози, предателей и убийц. Максу нечего терять, он идёт не оглядываясь на взрывы и выстрелы, достигая цель за целью. В итоге, ему удаётся предотвратить коварный план тех, кто убил его семью. Взрыв завода, где подпольно создавался Валькирин повлёк за собой окончание поставок наркотика и уничтожение планов по порабощению местных уличных банд и захвата контроля над улицами. Максу удаётся отомстить за свою семью и предотвратить самую настоящую катастрофу.
Max Payne 2 является прямым продолжением первой части, в которой Макс свершил месть и теперь живёт жизнью и работой обычного детектива. Однако его преследуют кошмары, стресс и депрессия. Вдобавок возвращается Мона Сакс, которую Макс считал погибшей. Всё это крутится вокруг истории с убийством сенатора Гейта, заговора против Внутреннего Круга и Альфреда Уодена и становлении Макса на путь нормальной жизни.
Действие Max Payne 3 переносится в Бразилию, где главный герой работает телохранителем. Спустя 9 лет Макс, окончательно спившийся и страдающий от депрессии нарывается на сына главы местного мафиозного клана Де Марко, занявшем место убитого Анджело Пунчинелло и убивает его в стычке в местном баре. Преследуемый мафией, Макс вместе со свежеиспечённым другом-однокашником из Академии Полиции Раулем Пассосом бежит в Куинс, а оттуда в Южную Америку в качестве работы телохранителями у богатых дельцов. Так начинается новая глава в истории Макса.

## Состав разработчиков
| Год  | Игра                               | Руководители     | Продюсер(ы)                   | Исполнительные продюсеры             | Геймдизайнер(ы) | Сценарист(ы)                                        | Композитор(ы)                |
| ---- | ---------------------------------- | ---------------- | ----------------------------- | ------------------------------------ | --------------- | --------------------------------------------------- | ---------------------------- |
| 2001 | Max Payne                          | Петри Ярвилехто  | Джордж Бруссард, Скотт Миллер | Сэм Хаузер                           | Петри Ярвилехто | Сэм Лейк                                            | Картси Хатакка, Киммо Каясто |
| 2003 | Max Payne 2: The Fall of Max Payne | Маркус Мяки      | Джордж Бруссард, Скотт Миллер | Сэм Хаузер                           | Петри Ярвилехто | Сэм Лейк                                            | Картси Хатакка, Киммо Каясто |
| 2012 | Max Payne 3                        | Сергей Купреянов | Стив Мартин                   | Сэм Хаузер, Лесли Бензис, Дэн Хаузер | Джейсон Боун    | Дэн Хаузер, Майкл Ансворт, Руперт Хамфрис, Сэм Лейк | Health                       |

## Персонажи
Примечание: Серая ячейка указывает на то, что персонаж не появляется в данном произведении.
| Персонаж                      | Игры                                                                                             | Игры | Игры | Фильм                                               |
| Персонаж                      | Max Payne                                                                                        | Max Payne 2: The Fall of Max Payne                                                                                      | Max Payne 3 | Макс Пэйн                                           |
| ----------------------------- | ------------------------------------------------------------------------------------------------ | --- | --- | --------------------------------------------------- |
| Персонаж                      | 2001                                                                                             | 2003 | 2012 | 2008                                                |
| Макс Пэйн                     | Голос: Джеймс Маккэффри Внешность: Сэм Лейк Дубляж: Геннадий Венгеров                            | Голос: Джеймс Маккэффри Внешность: Тимоти Гиббс Дубляж: Юрий Деркач                                                     | Голос, внешность и motion-capture: Джеймс Маккэффри                                                                     | Актёр: Марк Уолберг Дубляж: Олег Андреев            |
| Мона Сакс                     | Голос: Джулия К. Мёрни Внешность: Кэрол Кириакос Дубляж: Александра Назарова                     | Голос: Венди Хупес Внешность: Кэти Тонг Дубляж: Елена Соловьёва (только в Max Payne 2: The Fall of Max Payne)           | Голос: Венди Хупес Внешность: Кэти Тонг Дубляж: Елена Соловьёва (только в Max Payne 2: The Fall of Max Payne)           | Актриса: Мила Кунис Дубляж: Марианна Семёнова       |
| Владимир Лем                  | Голос: Доминик Хоуксли Внешность: Марко Сааресто Дубляж: Олег Форостенко                         | Голос: Джонатан Дэвис Внешность: Питер Джиллз Дубляж: Никита Прозоровский (только в Max Payne 2: The Fall of Max Payne) | Голос: Джонатан Дэвис Внешность: Питер Джиллз Дубляж: Никита Прозоровский (только в Max Payne 2: The Fall of Max Payne) |                                                     |
| Альфред Уоден                 | Голос: Джон Рэндольф Джонс Внешность: Маркку Ярви Дубляж: Сергей Жирнов                          | Голос: Джон Браден Внешность: Эдвард Хайланд Дубляж: Олег Куценко                                                       | Голос: Джон Рэндольф Джонс Внешность: Маркку Ярви                                                                       |                                                     |
| Винни Гоньитти                | Голос: Джо Дало Внешность: Олли Тукиайнен Дубляж: Олег Форостенко                                | Голос: Фред Берман Внешность: Стивен Грегори Дубляж: Дмитрий Филимонов                                                  | Голос: Фред Берман Внешность: Олли Тукиайнен                                                                            |                                                     |
| Джим Бравура                  | Голос: Питер Эппел Внешность: неизвестно Дубляж: Олег Форостенко                                 | Голос: Винс Виверито Внешность: Майкл Аркин Дубляж: Александр Груздев                                                   | | Актёр: Лудакрис Дубляж: Сергей Козик                |
| Николь Хорн                   | Голос: Джейн Дженнаро Внешность: Туула Ярви Дубляж: Александра Назарова                          | Голос: Джейн Дженнаро Внешность: Туула Ярви Дубляж: Никита Прозоровский                                                 | Голос: Джейн Дженнаро Внешность: Туула Ярви                                                                             | Актриса: Кейт Бёртон Дубляж: Елена Павловская       |
| Мишель Пэйн                   | Голос: Хэвиленд Моррис Внешность: Туули Рейонен Дубляж: Нина Лунёва                              | | | Актриса: Марианти Эванс Дубляж: Наталья Виноградова |
| Алекс Болдер                  | Голос: Крис Филлипс Внешность: Яни Ниипола Дубляж: Сергей Жирнов                                 | | | Актёр: Донал Лог Дубляж: Артём Веселов              |
| П.П.                          | Голос: Адам Группер Внешность: Аки Ярвилехто Дубляж: Александр Котов                             | | | Актёр: Бо Бриджес Дубляж: Гелий Сысоев              |
| Анжело Пунчинелло             | Голос: Джозеф Раньо Внешность: дворник у дома Сэма Лейка Дубляж: Александр Котов                 | | Голос: Джозеф Раньо Внешность: дворник у дома Сэма Лейка                                                                |                                                     |
| Джек Люпино                   | Голос: Джефф Гёрнер Внешность: Рами Лехтимяки Дубляж:                                            | | Голос: Джефф Гёрнер Внешность: Рами Лехтимяки                                                                           | Актёр: Амори Ноласко Дубляж:                        |
| Джой и Виргилио Финито        | Голос: Ти Александр Внешность: Джой — Аки Саариахо Виргилио — Теему Ярви Дубляж: Олег Форостенко | | |                                                     |
| Рико Муэрте                   | Голос: Джо Маруццо Внешность: Джерри Мессинг Дубляж: Сергей Жирнов                               | | |                                                     |
| Кэнди Дон                     | Голос: Джоани Эллен Внешность: неизвестно Дубляж: Нина Лунёва                                    | | |                                                     |
| Фрэнки Ниагара                | Голос: Брюс Кроненберг Внешность: неизвестно Дубляж: Александр Котов                             | | |                                                     |
| Борис Дайм                    | Голос: Питер Эппел Внешность: неизвестно Дубляж:                                                 | | |                                                     |
| Винс Муньяджо                 | Голос: персонаж молчит Внешность: неизвестно                                                     | | |                                                     |
| Пилат Провиденс               | Голос: персонаж молчит Внешность: неизвестно                                                     | | |                                                     |
| Джо Салем                     | Голос: персонаж молчит Внешность: неизвестно                                                     | | |                                                     |
| Лиза Пунчинелло / Наташа Сакс | Голос: персонаж молчит Внешность: неизвестно                                                     | | | Актриса и дубляж: Ольга Куриленко                   |
| Валери Уинтерсон              |                                                                                                  | Голос: Дженнифер Сервер Внешность: Андреа Ли Дубляж: Ольга Кузнецова                                                    | Голос: Дженнифер Сервер Внешность: Андреа Ли Дубляж: Ольга Кузнецова                                                    |                                                     |
| Кауфман                       |                                                                                                  | Голос и внешность: Грегори Симс Дубляж: Олег Куценко                                                                    | |                                                     |
| Майк «Ковбой»                 |                                                                                                  | Голос и внешность: Гэри Юдман Дубляж: Дмитрий Филимонов                                                                 | |                                                     |
| Энни Финн                     |                                                                                                  | Голос: Кимберли Говард Внешность: неизвестно Дубляж: Ольга Кузнецова                                                    | |                                                     |
| Себастьян Гейт                |                                                                                                  | Голос: персонаж молчит Внешность: неизвестно                                                                            | |                                                     |
| Коркоран                      |                                                                                                  | Голос: персонаж молчит Внешность: неизвестно                                                                            | |                                                     |
| Рауль Пассос                  |                                                                                                  | | Голос: Джулиан Реболледо Внешность: Джулиан Реболледо и Джеймс Маунт                                                    |                                                     |
| Родриго Бранко                |                                                                                                  | | Голос и внешность: Фрэнк Родригез                                                                                       |                                                     |
| Виктор Бранко                 |                                                                                                  | | Голос и внешность: Роберт Монтано                                                                                       |                                                     |
| Марсело Бранко                |                                                                                                  | | Голос и внешность: Диллон Портер                                                                                        |                                                     |
| Фабиана Бранко                |                                                                                                  | | Голос: Бенедита Перейра Внешность: Бенедита Перейра и Каролина Равасса                                                  |                                                     |
| Джованна Таверес              |                                                                                                  | | Голос: Ширли Румирк Внешность: Ширли Румирк и Эйми Кукьяро                                                              |                                                     |
| Уилсон да Силва               |                                                                                                  | | Голос и внешность: Стивен Гирасуоло                                                                                     |                                                     |
| Серрано                       |                                                                                                  | | Голос: Бабс Олусанмокун Внешность: Бабс Олусанмокун и Андре Да Силва                                                    |                                                     |
| Армандо Бейкер                |                                                                                                  | | Голос: Убираджара де Кастро Внешность: Джонатан Дэвис и Андре Да Силва                                                  |                                                     |
| Альваро Невес                 |                                                                                                  | | Голос: Гил Кардосо Внешность: Аса Сигел                                                                                 |                                                     |
| Бахмейер                      |                                                                                                  | | Голос: Жилберто Романьоло Внешность: Бруно Ирисарри и Пауло Да Силва                                                    |                                                     |
| Мило Рего                     |                                                                                                  | | Голос: Даниэль Биттенкур Внешность: Крис Плейс, Бруно Ирисарри и Пауло Да Силва                                         |                                                     |
| Энтони Де Марко               |                                                                                                  | | Голос и внешность: Рэй Янничелли                                                                                        |                                                     |
| Тони Де Марко                 |                                                                                                  | | Голос и внешность: Чарльз Семине                                                                                        |                                                     |
| Артур Фишер                   |                                                                                                  | | Голос: Маркони Де Морайс Внешность: Аль Наземиан                                                                        |                                                     |
| Андерс Детлинг                |                                                                                                  | | Голос и внешность: Уэйн Дювалл                                                                                          |                                                     |
| Джейсон Колвин                |                                                                                                  | | | Актёр: Крис О’Доннелл Дубляж: Роман Бурлаков        |
| Криста Болдер                 |                                                                                                  | | | Актриса: Нелли Фуртадо Дубляж: Светлана Кузнецова   |
| Оуэн Грин                     |                                                                                                  | | | Актёр: Джоэль Гордон Дубляж:                        |
| Линкольн ДеНёф                |                                                                                                  | | | Актёр: Джэми Гектор Дубляж:                         |
| Татуировщик                   |                                                                                                  | | | Актёр: Стивен Р. Харт Дубляж:                       |

## Отзывы и критика
| Игра                               | Metacritic                          |
| ---------------------------------- | ----------------------------------- |
| Max Payne                          | (GBA) 78 (PC) 89 (PS2) 80 (Xbox) 89 |
| Max Payne 2: The Fall of Max Payne | (PC) 86 (PS2) 73 (Xbox) 84          |
| Max Payne 3                        | (PC) 87 (PS3) 87 (X360) 86          |

## Киноадаптация
В начале 2003 года было объявлено, что 20th Century Fox купила права на киноадаптацию игры. Фильм «Макс Пэйн» был снят в 2008 году режиссёром Джоном Муром. Фильм был снят компаниями Collision Entertainment и Firm Films в Торонто, Онтарио, Канада. Марк Уолберг и Мила Кунис сыграли роли Макса Пэйна и Моны Сакс соответственно. Бо Бриджес, Крис О’Доннелл, Нелли Фуртадо и Лудакрис сыграли роли Б. Б. Хенсли, Джейсона Колвина, Кристы Балдер и Джима Бравура соответственно. 10 июля 2008 года был выпущен тизер-трейлер, включающий инструментальную версию песни Мэрилина Мэнсона «If I Was Your Vampire». Фильм вышел в прокат в США 17 октября 2008 года с рейтингом PG-13. Хотя в премьерные выходные он занял первое место, собрав в прокате 18 миллионов долларов, фильм получил в основном негативные отзывы, имея рейтинг 16 % на Rotten Tomatoes, основанный на 129 рецензиях. В июне 2022 года 20th Century Studios объявила, что в разработке находится перезагрузка фильма.